# Maurice Meys
 (septembre 2023).
La mise en forme du texte ne suit pas les recommandations de Wikipédia : il faut le « wikifier ».
Les points d'amélioration suivants sont les cas les plus fréquents. Le détail des points à revoir est peut-être précisé sur la page de discussion.
- Les titres sont pré-formatés par le logiciel. Ils ne sont ni en capitales, ni en gras.
- Le texte ne doit pas être écrit en capitales (les noms de famille non plus), ni en gras, ni en italique, ni en « petit »…
- Le gras n'est utilisé que pour surligner le titre de l'article dans l'introduction, une seule fois.
- L'italique est rarement utilisé : mots en langue étrangère, titres d'œuvres, noms de bateaux, etc.
- Les citations ne sont pas en italique mais en corps de texte normal. Elles sont entourées par des guillemets français : « et ».
- Les listes à puces sont à éviter, des paragraphes rédigés étant largement préférés. Les tableaux sont à réserver à la présentation de données structurées (résultats, etc.).
- Les appels de note de bas de page (petits chiffres en exposant, introduits par l'outil «  Source ») sont à placer entre la fin de phrase et le point final[comme ça].
- Les liens internes (vers d'autres articles de Wikipédia) sont à choisir avec parcimonie. Créez des liens vers des articles approfondissant le sujet. Les termes génériques sans rapport avec le sujet sont à éviter, ainsi que les répétitions de liens vers un même terme.
- Les liens externes sont à placer uniquement dans une section « Liens externes », à la fin de l'article. Ces liens sont à choisir avec parcimonie suivant les règles définies. Si un lien sert de source à l'article, son insertion dans le texte est à faire par les notes de bas de page.
- La présentation des références doit suivre les conventions bibliographiques. Il est recommandé d'utiliser les modèles {{Ouvrage}}, {{Chapitre}}, {{Article}}, {{Lien web}} et/ou {{Bibliographie}}. Le mode d'édition visuel peut mettre en forme automatiquement les références.
- Insérer une infobox (cadre d'informations à droite) n'est pas obligatoire pour parachever la mise en page.

Pour une aide détaillée, merci de consulter Aide:Wikification.
Si vous pensez que ces points ont été résolus, vous pouvez retirer ce bandeau et améliorer la mise en forme d'un autre article.
Maurice Meys, né le 9 février 1853 à Montmartre et mort le 11 octobre 1937 à Paris, est un peintre, un photographe et un photojournaliste français.

## Biographie
La nécrologie de Maurice Meys parue dans le numéro 4938 de L'Illustration en octobre 1937, fait surtout la part belle à son activité de journaliste reporter photographe.
Il semble être aussi peintre amateur. Il est parfois confondu avec son frère Marcel (Paul) Meys (1856-1939) qui fit ses études dans les ateliers de Jules-Élie Delaunay, Pierre Puvis de Chavannes et Gustave Moreau. Il a présenté le tableau intitulé Néréis au Salon de 1882. Il fut primé et permit à l’artiste de remporter une bourse de voyage de 4 000 francs afin de se rendre dans une ville italienne de son choix.
En 1893, il a été le correspondant de L'Illustration au Maroc, lors de la guerre entre les Espagnols et les Rifains.
Il a fait de nombreux clichés des montagnes pyrénéennes. Il est l’auteur par exemple d’un célèbre cliché de Henry Russell « au sommet du Vignemale » et dans un sac de couchage en peau de mouton !
Son activité lui valut la médaille d’or du Club alpin français en 1906.
C’est aussi un des premiers utilisateurs journalistes des plaques couleur Autochrome Lumière. Un an après la commercialisation du procédé, on retrouve publiées par lui dans le no 3408 du 20 juin 1908 6 photos en couleur des environs de Boulogne-sur-Mer (son lieu de résidence).
Ses conférences illustrées par ses images ont eu une certaine célébrité au début du XXe siècle (automobile club, Société photographique de Toulouse, Société photographique du Nord de la France, Pau…).
Il a eu quatre enfants, dont Marcel (Pierre) Meys (1886-1972) fut aussi photographe.